# Ліберті (Міссурі)
Ліберті (англ. Liberty) — місто (англ. city) в США, в окрузі Клей штату Міссурі. Населення — 30 167 осіб (2020).

## Географія
Ліберті розташоване за координатами 39°14′22″ пн. ш. 94°25′8″ зх. д. / 39.23944° пн. ш. 94.41889° зх. д. (39.239312, -94.418892).  За даними Бюро перепису населення США в 2010 році місто мало площу 75,48 км², з яких 75,18 км² — суходіл та 0,31 км² — водойми.

## Демографія
Згідно з переписом 2010 року, у місті мешкало 29 149 осіб у 10 582 домогосподарствах у складі 7555 родин. Густота населення становила 386 осіб/км².  Було 11284 помешкання (149/км²).
Расовий склад населення:
| - 91,4 % — білих - 3,6 % — чорних або афроамериканців - 1,0 % — азіатів - 0,5 % — корінних американців - 0,1 % — вихідців з тихоокеанських островів |

До двох чи більше рас належало 2,6 %. Частка іспаномовних становила 4,1 % від усіх жителів.
За віковим діапазоном населення розподілялося таким чином: 26,6 % — особи молодші 18 років, 62,3 % — особи у віці 18—64 років, 11,1 % — особи у віці 65 років та старші. Медіана віку мешканця становила 36,4 року. На 100 осіб жіночої статі у місті припадало 94,8 чоловіків;  на 100 жінок у віці від 18 років та старших — 92,1 чоловіків також старших 18 років.
Середній дохід на одне домашнє господарство  становив 82 312 долари США (медіана — 65 210), а середній дохід на одну сім'ю — 96 156 доларів (медіана — 80 085). Медіана доходів становила 56 688 доларів для чоловіків та 41 624 долари для жінок. За межею бідності перебувало 8,8 % осіб, у тому числі 8,2 % дітей у віці до 18 років та 4,0 % осіб у віці 65 років та старших.
Цивільне працевлаштоване населення становило 14 813 особи. Основні галузі зайнятості: освіта, охорона здоров'я та соціальна допомога — 24,7 %, виробництво — 11,7 %, роздрібна торгівля — 11,3 %.